# Association cotonnière coloniale
Fondée le 14 janvier 1903, l'Association cotonnière coloniale avait pour mission de développer la culture du coton dans les colonies françaises, au service de l'industrie textile française.

## Historique
Elle a été fondée à l'initiative des dirigeants du Syndicat général de l'industrie cotonnière française, créé en 1901, et notamment de son premier président, Albert Esnault-Pelterie.
Dès 1905, dans ses bulletins, l'ACC commente les "essais industriels entrepris avec les cotons indigènes du Soudan, du Dahomey et du Cambodge" et publie une lettre décrivant les observations recueillies par la « mission Niger-Bénoué-Tchad au sujet de la culture du coton ». Elle estime alors qu'il "ne sera possible de tirer parti des vastes terrains du moyen Niger et du haut Sénégal (…) qu'au jour où les voies ferrées de pénétration seront achevées".
L'exemple venait de l'Angleterre, où s'était fondée, dans les premiers mois de 1902, à Manchester, la British Cotton Growing Association (BCGA), qui avait succédé à la « Cotton Supply Association » créée en 1828 à Manchester pour promouvoir la culture du coton sur tous les continents, avec des prix annuels encourageants les planteurs de l’Inde centrale
En 1902, la BCGA a lancé au monde industriel et commercial du Lancashire un appel de fonds pour organiser des missions d'études sur la culture du coton dans le monde, des laboratoires d'analyse et de sélection et distribuer des semences dans de nouveaux pays producteurs, en particulier dans la région du Kano, célèbre par ses tissus, au Nigeria récemment conquis, et dans le Nyassaland, protectorat du sud-est africain qui deviendra le Malawi en 1964.
Le « Kolonial Wirtschaftliches Komitee » de l'Allemagne avait le premier tenté l'expérience dès mai 1900 au Togo, mais pour des résultats jugés « assez médiocres » en raison de l'humidité de la côte, avec seulement 26 balles de 500 livres chacune, provenant de la récolte 1902-1003, livrées au port de Brème.
C'est dans les colonies françaises d'Afrique subsaharienne que des efforts sont entrepris par l'ACC pour y développer la culture du coton, d'abord au Soudan français. Les gouverneurs des colonies collaborent à l'œuvre entreprise. Tel le gouverneur de l'AOF Ernest Roume, à qui l'ACC et le syndicat général de l'industrie cotonnière offrent un banquet à Paris en 1906, présidé par le ministre des colonies. L'ACC met en valeur la coopération d'un chef indigène francisé, le fama de Sansanding, Mademba Seye. L'ACC envoie dans les colonies des graines de coton et du matériel et y établit des usines d'égrenage. 19 sont mises en place avant la guerre. Mais en 1914, l'Afrique ne fournit qu'une partie minime du coton transformé par les usines métropolitaines, du fait des tâtonnements concernant les méthodes culturales, les terrains à cultiver, les types de graines, du manque de main d'œuvre et de moyens de transport dans les colonies. Du fait aussi de ressources financières très insuffisantes: 120 000 francs en 1906 alors que l'association britannique a un capital de 12 millions, dont 6 versés. Après les années de guerre, l'ACC tente de se reconstituer et de nouveaux efforts sont entrepris à partir de 1924, dans le delta du Niger notamment, sans grands résultats. Les efforts de l'ACC permettent l'exportation de 11 000 tonnes vers la métropole en 1930.
L'ACC est financée par des cotisations de ses membres, par une subvention modeste prise sur le budget des colonies et votée par le Parlement, grâce notamment au député et négociant havrais Jules Siegfried jusqu'en 1914. Vient s'ajouter à partir de 1923 une contribution volontaire des filateurs français (un franc par balle de coton employée dans leurs usines), qui produisit 592 000 francs en 1923. Mais leurs versements faiblissent par la suite. À l'initiative d'Albert Sarraut, ministre des colonies, l'ACC reçut une subvention de 5 400 000 francs, échelonnée de 1923 à 1927 et issue de la liquidation des fonds du Consortium cotonnier mis en place durant la Première Guerre mondiale pour gérer les approvisionnements en coton et dissous depuis. En 1927, l'ACC, malgré sa volonté initiale de ne pas faire appel à une obligation légale, s'est résolue a imiter les Britanniques et a convaincre les pouvoirs publics de faire voter une loi - votée le 31 mars -  instituant une taxe spéciale de 1 franc par cent kilos sur les cotons importés en France et dont le montant est versé à l'association. L'ACC n'en tire cependant qu'environ « trois pauvres millions de francs », à comparer avec les 25 millions de francs dont bénéficie en 1927 la British cotton growing association.
Dans l'entre-deux-guerres, l'ACC est animée par d'anciens coloniaux: l'intendant général des troupes coloniales Albert Noguès, directeur jusqu'en 1927, l'ancien gouverneur de la Haute-Volta Édouard Hesling, directeur général de 1927 à son décès en 1934, l'ancien gouverneur du Tchad et ancien Résident supérieur au Cambodge Fernand Lavit, secrétaire général à partir de 1934. 
Le comité de direction de l'ACC a accueilli essentiellement des négociants et industriels cotonniers de la métropole, tels les présidents du syndicat général de l'industrie cotonnière Camille Berger, et Ferdinand René Laederich (1920-32). Mais aussi à ses débuts R-S Carmichael (industriel du jute), président de l'Union des syndicats patronaux de l'industrie textile et vice-président de l'ACC . Ainsi que, dans l'entre-deux-guerres, des cadres d'entreprises cotonnières, comme Pierre de Vilmorin, conseiller technique de la maison Masquelier. un banquier, Maurice Bérard, directeur-administrateur délégué de la Banque de Syrie et du Grand Levant (en 1931), Julien Le Cesne, président de la Compagnie française de l'Afrique occidentale et de l'Union coloniale française. Sont adhérents des industriels et négociants, des entreprises, des syndicats professionnels, des chambres de commerce, quelques banques métropolitaines, le conseil municipal du Havre, les gouvernements généraux des colonies. Le nombre de ses membres a augmenté jusqu'en 1926-1927 (345 en 1923, 352 en 1924, 396 en 1925, 408 en 1927 à puis il a diminué durant les années 1930: 396 en 1931, 380 en 1933, 350 en 1935, 332 en 1936. 
A la fin des années 1930, sa zone d'action s'étend en Afrique-Occidentale française, en accord avec l'administration locale (20 usines et groupes d'égrenage), en Afrique-Équatoriale française (participe au financement du programme cotonnier du gouvernement général), dans les États du Levant sous mandant français (3 usines d'égrenage en Syrie), au Maroc (où elle possède une usine d'égrenage à Casablanca et patronne depuis 1925 une filiale, l'Association cotonnière marocaine), en Algérie (subventionne et appuie une Association cotonnière algérienne constituée en 1931). 
En décembre 1941, l'association est transformée en Union cotonnière de l'empire français (UCEF), présidée par le négociant en coton du Havre Édouard Senn, qui était membre du comité de direction de l'ACC et de sa commission permanente. Senn anime après la Seconde Guerre mondiale la Compagnie française pour le développement des fibres textiles.

## Présidents
- Albert Esnault-Pelterie (1842-1914), négociant et filateur de coton, premier président du syndicat général de l'industrie cotonnière, 1903-1914
- Gustave Roy (1851-1935), industriel (Roy frères), membre fondateur et trésorier de l'ACC, 1914-1921[19]
- Arthur  Waddington (1865-1950), 20 décembre 1921-1941, industriel à Rouen, membre fondateur, président du Syndicat général de l'industrie cotonnière de 1932 à 1938 et vice-président de 1932 à 1939 de l'Association de l'industrie et de l'agriculture françaises[20].

## Sources et bibliographie
- Henry Bloud, Le problème cotonnier et l'Afrique-Occidentale française : une solution nationale, E. Larose, 1925 (Lire en ligne)
- Daniel Lefeuvre, Pour en finir avec la repentance coloniale, Flammarion, 2006, p. 105-107
- Kako Nubukpo, L'improvisation économique en Afrique de l'Ouest. Du coton au franc CFA, KARTHALA Éditions, 2011, p. 43-44
- Richard L. Roberts, Two Worlds of Cotton: Colonialism and the Regional Economy in the French Soudan, 1800-1946, Stanford University Press, 1996, p. 81-82
- Bulletin de l'Association cotonnière coloniale (1903-1939)
- Bulletin de l'Association cotonnière coloniale, 1er janvier 1931, Historique de l'ACC
- Ibid., 1er avril 1931, Suite de l'historique de l'association
- La Revue des ambassades et des questions diplomatiques et coloniales, janvier 1937, "L'Association cotonnière coloniale et la production de coton dans les colonies françaises"
- Le Petit Parisien, 25 décembre 1932, "Association cotonnière coloniale"